# Willi Gless
Willi Gless (* 8. August 1960) ist ein vormaliger deutscher Fußballspieler.

## Sportlicher Werdegang
Gless rückte im Laufe der Spielzeit 1978/79 beim seinerzeitigen Zweitligisten SC Fortuna Köln aus der Jugend in die Wettkampfmannschaft auf. Nach seinem Debüt als Einwechselspieler für Hannes Linßen bei der 0:2-Heimniederlage gegen Preußen Münster Ende Oktober 1978 kam er unter Trainer Rudolf Faßnacht bis zum Saisonende zu acht Meisterschaftseinsätzen, dabei erzielte er zwei Tore. Zu Beginn der folgenden Spielzeit war er zeitweise Stammspieler in der Offensive, ehe er nach einem Trainerwechsel zum Jahresende – Vereinsmäzen Jean Löring übernahm bis Saisonende die Aufgabe – zeitweise nur noch zweite Wahl war. Dennoch erzielte der Stürmer fünf Saisontore in 31 Saisonspielen. Am Ende der Spielzeit 1980/81 qualifizierte er sich mit den Kölner Südstädtern für die eingleisige 2. Bundesliga, in der er in der  Spielzeit 1981/82 nochmals zwei Tore in 35 Ligaspielen erzielte. Anschließend verließ er nach 95 Zweitligaspielen und zehn dabei erzielten Treffern die Fortuna mit unbekanntem Ziel.